# تيم ليندسي
تيم ليندسي (بالإنجليزية: Tim Lindsey) هو لاعب كرة قدم أمريكية أمريكي، ولد في 15 يونيو 1983 في بريدجبورت في الولايات المتحدة.